# Cardamine flexuosa

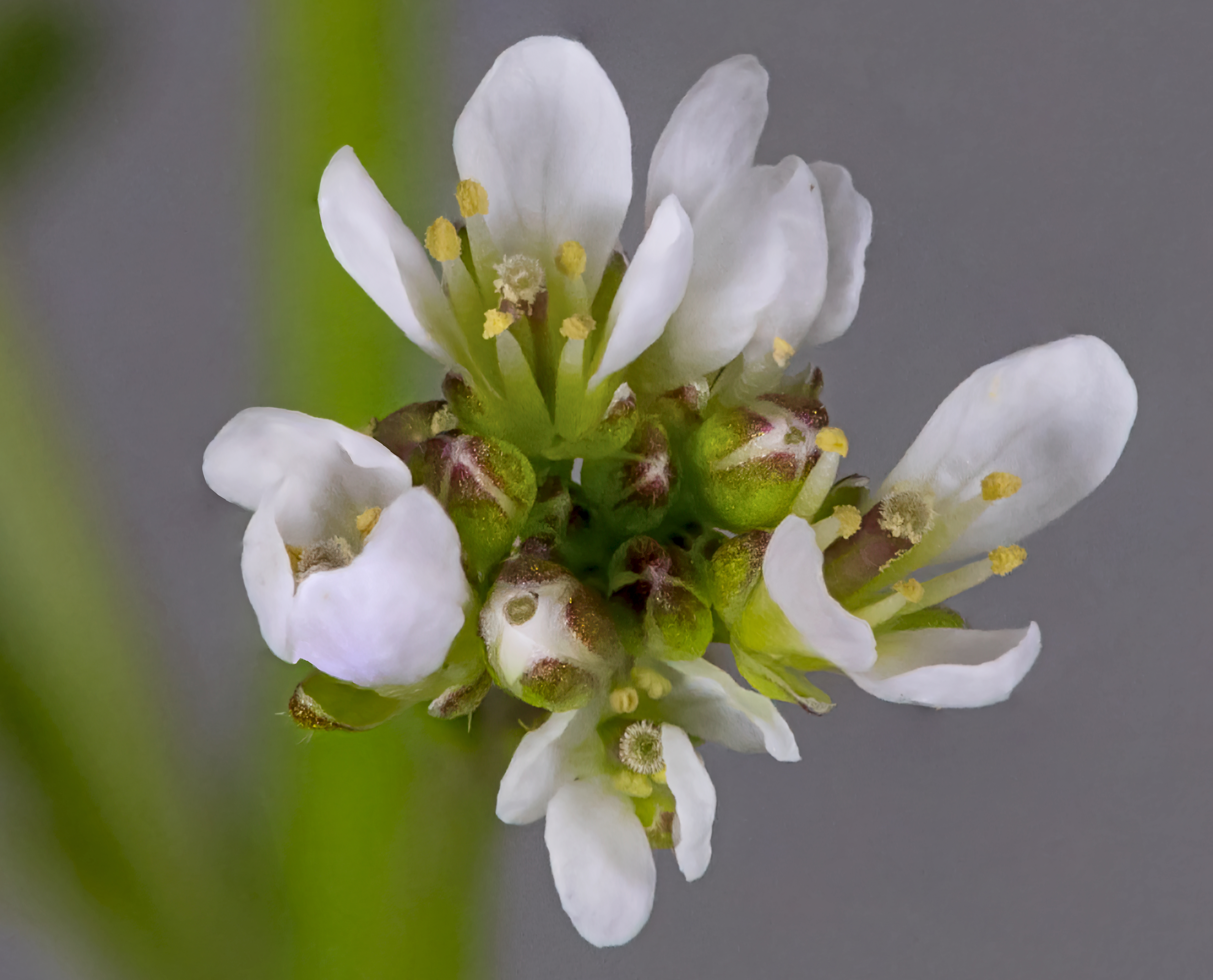
inflorescência

Cardamine flexuosa é uma espécie de planta com flor pertencente à família Brassicaceae. 
A autoridade científica da espécie é With., tendo sido publicada em An Arrangement of British Plants, Third Edition 3: 578–579. 1796.

## Portugal
Trata-se de uma espécie presente no território português, nomeadamente em Portugal Continental.
Em termos de naturalidade é nativa da região atrás indicada.

## Protecção
Não se encontra protegida por legislação portuguesa ou da Comunidade Europeia.